# Ram Bahadur Bomjon
Pour les articles homonymes, voir RAM.
Ram Bahadur Bomjon (devanagari  राम बहादुर बामजान, parfois Ram Bahadur Bamjan, également connu sous le nom de dharma tibétain Palden Dorje reçu de Som Bahadur Lama, surnommé Buddha boy), né le 9 avril 1990, est un jeune homme du village de Ratanapuri, district de Bara, au Népal. Il a attiré des milliers de visiteurs et l'attention des médias à partir de 2005, d'abord pour être demeuré au pied d'un arbre en méditation pendant huit mois, suggérant à divers observateurs un parallèle avec l'histoire de Siddhārtha Gautama, puis pour diverses actions plus ou moins controversées.

## Le phénomène
Sa mère est Maya Devi Tamang ; il est élevé dès son plus jeune âge dans la communauté bouddhiste tamang.
Il ne fait pas parler de lui jusqu'en 2005, année à partir de laquelle il se fait remarquer pour, prétendument, ne pas avoir mangé ou bu pendant six mois, ce qui serait un cas d'inédie. Néanmoins, entre 17 heures et 5 heures, était déployé un écran de tissu pour le cacher du regard du public. De plus, nul, à part sa famille, n'était autorisé à l'approcher à moins de 50 mètres.
Le 14 novembre 2005, une équipe médicale l'a observé pendant une demi-heure et a conclu qu'il était vivant et qu'ils avaient besoin de l'observer pendant au moins une semaine pour arriver à une conclusion. En décembre 2005, il a été observé et filmé par un comité de 9 scientifiques sous la tutelle d'un prêtre bouddhiste, Gunjaman Lama, durant 48h, sans pouvoir cependant l'approcher à moins de 3 mètres. Le comité a demandé à lui faire une prise de sang pour vérifier son taux de sucre pour savoir s'il avait pris de la nourriture mais la demande a été refusée comme tous les examens physiques. La raison de ces oppositions, invoquée par les proches de Ram Bahadur Bomjon, est que sa méditation ne doit être perturbée à aucun prix.
Des dévots de cet adolescent le considèrent comme une réincarnation de Siddhārtha Gautama. En principe, selon le système de pensée bouddhique Ram Bahadur Bomjon ne saurait être la réincarnation de Bouddha, celui-ci ayant mis fin au cycle des renaissances, le Saṃsāra. Cependant, les frontières entre les croyances de l'hindouisme et celles du bouddhisme sont très souples au Népal.
Le nombre de personnes se rendant sur place pour voir Ram Bahadur Bomjon a amené le gouvernement à déployer des militaires.
En 2006, Discovery Channel a réalisé un documentaire intitulé « le garçon aux pouvoirs divins »,. L'objectif était de parvenir à savoir s'il s'abstenait réellement de se nourrir et de boire en le filmant continuellement pendant quatre jours et quatre nuits. Lors de leur première approche, l'équipe de tournage fut contrainte de se tenir à l'écart, derrière une clôture barbelée, et malgré une caméra à infrarouge, elle ne peut obtenir de preuves de quoi que ce soit. La seconde fois, plusieurs semaines plus tard, ils purent filmer pendant 96 heures en continu. Selon ce reportage, le jeune homme n'aurait pas changé de position pendant tout ce temps et n'aurait consommé aucune nourriture ni aucune boisson,.

## Disparition et réapparition
Le jeune homme disparait le 11 mars 2006, sans explication. Il fait une réapparition le 29 mars 2006, puis est retrouvé dans l'est du royaume népalais le 26 décembre 2006. Selon un journaliste népalais, qui affirme l'avoir rencontré récemment, le « Petit Bouddha » a passé ces longs mois à errer dans les forêts et observe « une période de piété qui se poursuivra durant six ans ». Il ne se nourrit que d'herbe et possède « une force supérieure pour méditer », a-t-il précisé. En 2007, il aurait été retrouvé en méditation par l'inspecteur de police Rameshwor Yadav dans un trou en forme de bunker.
Il réapparaît le 12 novembre 2008 dans la même jungle et prêche devant près de 10 000 personnes.
En juillet 2010, le jeune homme a été interrogé par la police après avoir giflé plusieurs personnes (17 selon les plaignants) qui auraient perturbé sa méditation. Le jeune homme déclare que les villageois avaient grimpé sur la plateforme pour se moquer de lui. Les plaignants prétendent eux qu'ils auraient été agressés.
Le 20 mai 2011 a eu lieu une cérémonie d'« éveil », à laquelle ont assisté des journalistes français.
En mars 2012, certains de ses disciples auraient retenu une jeune femme slovaque captive dans la jungle parce qu'elle aurait pratiqué une forme de sorcellerie afin de perturber la méditation de Ram Bahadur Bomjon. La même année, plusieurs organisations religieuses organisent une pétition demandant la protection du « buddha boy ».

## Prise de position pour le droit des animaux
En 2009, il s'est opposé au sacrifice d'animaux de la fête de Gadhimai.

## Affaires judiciaires
Depuis 2010, des plaintes sont en cours. Plusieurs concernent des viols sur des nonnes. Certaines sont aujourd'hui introuvables (disparitions inquiétantes). Il est également poursuivi pour des actes de violence envers ses dévots. En janvier 2024, Ram Bahadur Bomjon est arrêté à Katmandou par la police népalaise sur un mandat d'arrêt pour viol sur mineur. Il est condamné à 10 ans de prison pour agression sexuelle sur mineurs.